# QtiPlot
QtiPlot é um software livre multiplataforma para plotagem interativa de gráficos científicos e análise de dados. É similar aos softwares proprietários Origin ou SigmaPlot e está sendo utilizado para substituí-los em universidades.
O QtiPlot pode ser utilizado para apresentar dados bidimensionais e tridimensionais e possui várias funções da análise de dados como ajuste de curvas. A plotagem de dados 3D pode ser renderizada usando OpenGL através das bibliotecas Qwt3D.
O programa também é extensível a um grau considerável via muParser e Python, os quais permitem adicionar as funções arbitrárias definidas pelo usuário com acesso a gráficos, a matrizes e a tabelas de dados.
Lançado sob os termos da GNU General Public License, o QtiPlot é um software livre. Os binários compilados estão disponíveis para o Microsoft Windows, muitas distribuições Linux e Mac OS X. O download dos binários do sítio do autor requer a aquisição de um contrato de manutenção anual, porém qualquer pessoa pode compilar e distribuir os binários sob a GPL. Este é o caso dos repositórios de algumas distribuições de Linux, bem como para Windows.